# Antoni de Villarroel i Peláez
Antonio de Villarroel y Peláez (Barcelona, 4 de desembre de 1656 - la Corunya, 22 de febrer de 1726) va ser un militar defensor de Barcelona durant el setge de 1714.

## Orígens familiars i matrimoni
Nascut a Barcelona on estava destinat el seu pare, Francisco de Villarroel, la seva mare era l'asturiana Catalina Peláez. El seu pare era un militar castellà de carrera nascut a Villanueva de los Infantes (bisbat de Toledo, província de Ciudad Real), ciutat on va néixer el seu germà Diego de Villarroel y Peláez. Els seus altres germans foren Íñigo de Villarroel y Peláez i Isabel de Villarroel y Peláez, aquesta darrera també nascuda a Barcelona l'any 1659. Antonio de Villarroel es casà, en data indeterminada, amb l'andalusa Ana María Sedeño y de Guadiel, i foren pares d'un únic fill, Íñigo de Villarroel.

## Biografia

### Primers anys de carrera militar
Seguint la professió de son pare, i igual que els seus altres dos germans Íñigo i Diego, Antonio va cursar estudis d'infanteria i va ingressar a l'exèrcit reial. A principis de 1695, amb 39 anys, es trobava a Madrid amb el grau de capità reformado, és a dir, oficial militar sense exercici, fins que el juny fou destinat a Ceuta en el terç del mestre de camp Francisco Antonio Díaz Pimienta. El 1697, en el marc de la Guerra dels Nou Anys (1688-1697), les tropes franceses que havien envaït Catalunya començaren el setge de Barcelona (1697) i quatre terços provinents de Ceuta, entre els quals el d'Antonio de Villarroel, foren destinats a la defensa de la ciutat. Acabada la guerra aquell mateix any, poc després Villarroel fou ascendit a mestre de camp i destinat a la governació de la fortalesa de Cardona.

### Tinent general borbònic (1705-1709)
El 1700, a la mort de Carles II de la Casa d'Àustria, Villarroel acatà el testament del difunt monarca i restà fidel al que fou nomenat successor, Felip V de la Casa de Borbó. Enquadrat així en l'exèrcit borbònic estigué a Itàlia entre 1705 i 1706. L'any següent 1707, sota les ordres del mariscal francès duc d'Orleans, contribuí a la presa de Requena i passà després al front d'Aragó, des d'on inicià el setge de Lleida (1707) que finalitzà amb la caiguda a mans borbòniques de la capital del Segre. En la campanya de l'any següent el duc d'Orleans inicià el setge de Tortosa (1708) durant el qual el ja ascendit a tinent general Villarroel es destacà sobremanera. A finals d'aquell any però les contínues derrotes borbòniques als camps de batalla europeus i mala collita dugueren França a una situació crítica que forçà Lluís XIV a iniciar converses de pau amb els aliats. Pressionat durant les negociacions de pau, Lluís XIV va demanar al seu net que renunciés al tron espanyol, petició que Felip V es va negar rotundament d'acceptar; aleshores el seu avi ordenà la retirada de totes les tropes franceses que lluitaven al front peninsular.
En aquest context el duc d'Orleans, regent de França, ordí una conspiració per esdevenir nou monarca d'Espanya amb la complicitat del duc de Montellano i d'altres aristòcrates castellans decebuts amb Felip V. Entre els militars fidels al duc d'Orleans s'hi trobava el general Antonio de Villarroel. El pla comptava amb la complicitat del general anglès James Stanhope i consistia a arribar a un acord per dividir la monarquia d'Espanya amb l'altre aspirant al tron espanyol, Carles d'Àustria, que regnaria sobre la Corona d'Aragó mentre el duc d'Orleans regnaria sobre la Corona de Castella. Però la conspiració fou descoberta pels agents de la cort de Madrid i diversos implicats foren detinguts abans que poguessin derrocar Felip V. Villarroel anà a Madrid per intentar congraciar-se de nou amb el monarca borbònic, fet que no aconseguí, i fou desterrat o s'amagà a Galícia durant el 1709. Però l'exèrcit espanyol, ja sense l'ajut dels aliats francesos, no pogué aturar l'ofensiva austriacista de 1710 essent derrotat en la batalla d'Almenar (1710) i a la batalla de Saragossa (1710), fet que obligà Felip de Borbó a fugir de Madrid, que fou ocupat per les tropes de Carles d'Àustria.

### Tinent mariscal austriacista (1710-1713)
Aleshores Villarroel retornà voluntàriament del seu desterrament i s'oferí per auxiliar a Felip V, qui acceptà el seu oferiment, però poc després fou informat que a la cort borbònica es conspirava contra la seva persona. Arran d'aquestes notícies el setembre de 1710 Villarroel acabà per oferir els seus serveis militars a les forces austriacistes de Carles III. Aquest acceptà el seu oferiment i li mantingué el grau de tinent mariscal, l'equivalent austriacista al grau de tinent general borbònic. Part de les tropes austriacistes ocuparen també la ciutat de Toledo i es plantejà la possibilitat que sota el seu comandament s'aixequés un nou regiment d'infanteria amb el nom d'aquesta ciutat, però el regiment no reeixí perquè pocs castellans s'oferiren a les tropes austriacistes. Felip V, acorralat, demanà auxili al seu avi Lluís XIV de França, qui acabà decretant el retorn de l'exèrcit francès a Espanya. Davant l'arribada de reforços francesos les tropes austriacistes començaren a retirar-se de Castella i durant el replegament es produí el 10 de desembre de 1710 la batalla de Villaviciosa en què Villarroel es distingí evitant que les tropes austriacistes fossin derrotades. Després se li encomanà la missió de recollir la guarnició que restava a Calataiud on arribà el 20 de desembre de 1710. Després continuà el replegament cap a Carinyena, on ja hi havia un cos d'exèrcit en marxa. Però aleshores el coronel borbònic José Vallejo tallà la retirada de la columna desfermant-se un combat que durà 3 hores. La columna fou forçada a retirar-se i refugiar-se al castell d'Illeca. El 28 de desembre de 1710, mancat de queviures, Villarroel i aproximadament uns 600 homes de columna es rendiren presoners de guerra. Un any després, a finals de 1711, Villarroel fou alliberat en un intercanvi de presoners i durant el 1712 va fer diverses sol·licituds al general comandant austriacista Guido von Starhemberg per tal de ser reactivat de nou en el servei militar adduint l'estat precari en què es trobava ell i la seva família; però les peticions foren rebutjades per l'animadversió que li tenia Ramon de Vilana Perlas, el secretari d'Estat i home fort de Carles d'Àustria. No va ser fins que aquest marxà cap a Viena el 16 de març de 1713 quan Starhemberg el nomenà inspector general de la infanteria austriacista.

### General comandant de l'exèrcit de Catalunya (1713-1714)
Però tan sols un mes després d'haver obtingut el seu nomenament i sou, el 22 de juny de 1713 es fa firmar el Conveni de l'Hospitalet entre el comte de Königsegg, representant del mariscal Guido Starhemberg, virrei de Catalunya i cap de l'exèrcit de l'arxiduc Carles d'Àustria, i el marquès de Ceva Grimaldi, representant del duc de Pòpuli, cap de l'exèrcit de Felip V, que finalitzava les hostilitats de la Guerra de Successió Espanyola a Catalunya.
L'acord va signar-se seguint els principis fixats en el Conveni per a l'evacuació de Catalunya i l'armistici d'Itàlia que estipulava l'evacuació de l'exèrcit austriacista de Catalunya, Mallorca i Eivissa, i la fi de les hostilitats bèl·liques a partir de l'1 de juliol de 1713. El 24 de juny Starhemberg envià cartes a tots els seus oficials informant de l'entrada en vigor de la fi de les hostilitats, i que si no marxaven amb l'exèrcit austriacista quedaven lliures del jurament d'obediència a l'emperador. Mentre les tropes borbòniques ocupaven tota Catalunya sense oposició anunciant que la guerra s'havia acabat, una facció radical de l'aristocràcia catalana forçà els diputats de la Generalitat a convocar una Junta General de Braços que el 9 de juliol de 1713 —i contravenint l'armistici signat—, va proclamar unilateralment la continuació de la guerra.

#### Nomenament

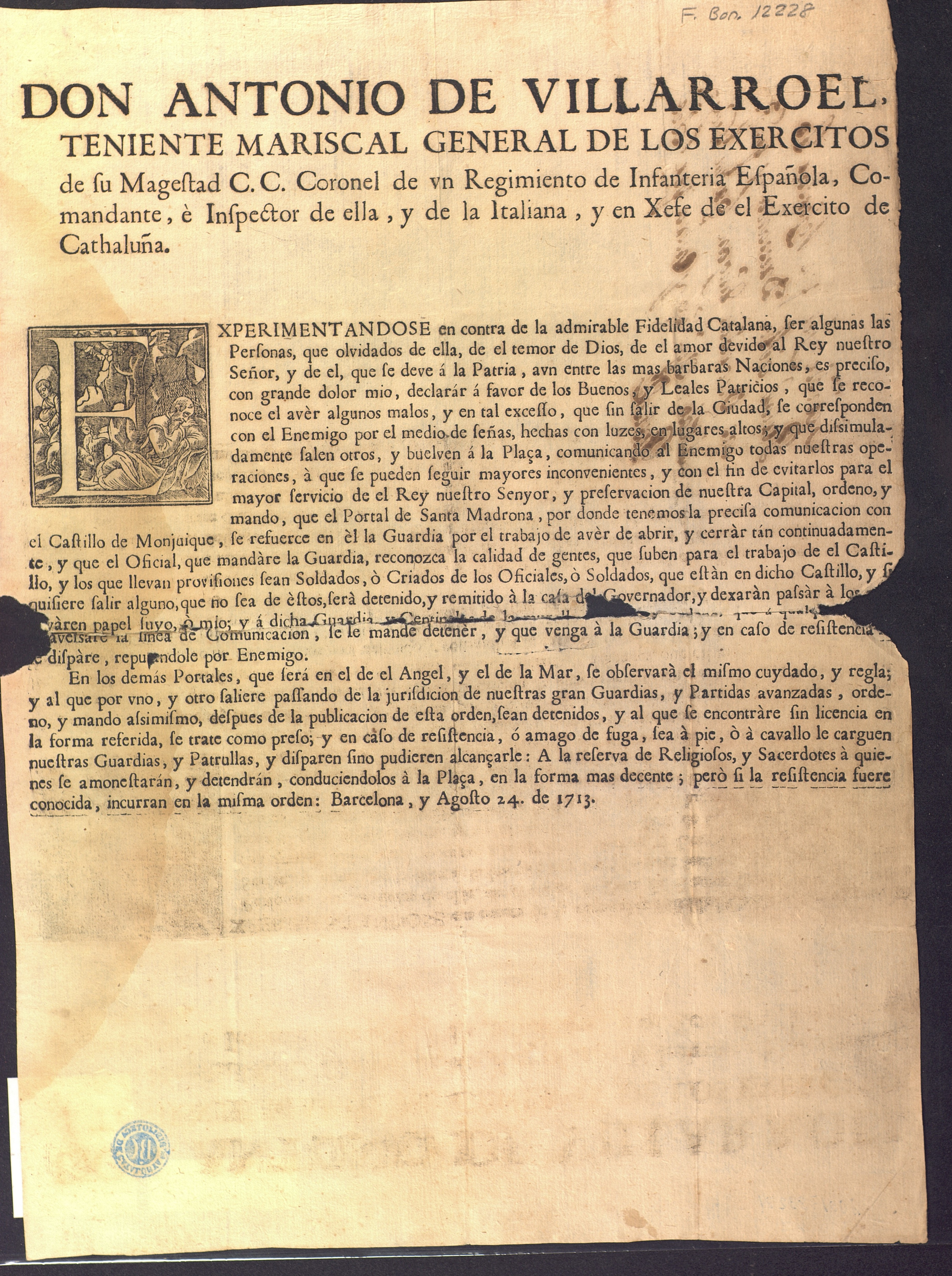
Una de les ordres dictades per ell durant el setge de Barcelona.

Acorralats els resistents a Barcelona, es constituí una junta de govern —la «Junta dels 36»— formada majoritàriament per radicals, que l'endemà 10 de juliol va publicar un ban per reclutar efectius per aixecar un exèrcit propi —l'exèrcit de Catalunya. Pel càrrec de general comandant es van calibrar dues opcions: el tinent mariscal Antonio Colón de Portugal y Cabrera comte de la Puebla, que no havia evacuat en espera de saber si era nomenat, i el també tinent mariscal Antonio de Villarroel i Peláez, resultant triat aquest últim per haver nascut a Barcelona encara que no fos català. L'endemà el comte de la Puebla va marxar cap a Viena mentre Villarroel va acceptar el nomenament el 12 de juliol tot i que, conscient del radicalisme que imperava entre els membres de la «Junta dels 36», els va advertir que només acceptava el càrrec com a militar professional, perquè l'atac a Barcelona era ja imminent, que només comandaria la defensa mentre tingués tropes suficients, i sota les condició irrenunciable d'obtenir la patent oficial de l'emperador Carles d'Àustria. La «Junta dels 36» va accedir a les seves condicions i l'endemà es va oficialitzar el seu nomenament, designant aquest als seus ajudants Diego Mier, Juan Calvería, Diego Sánchez i Martín de Zubiría. El general Joan Baptista Basset va ser nomenat general governador de l'artilleria, el general Rafael Nebot i Font va ser nomenat general governador de la cavalleria, i el general Bartolomé de Ortega de la infanteria, mentre Ramon de Rodolat era nomenat inspector general de l'exèrcit i el general Josep Antoni Martí era ascendit a brigadier.

#### Durant el govern de Manuel Flix
Finalment el 25 de juliol de 1713 les tropes borbòniques sota el comandament del duc de Pópoli van arribar davant les muralles de Barcelona. Tot seguit Pópoli va sol·licitar l'obediència de la ciutat a Felip V, sol·licitud rebutjada el mateix dia. Davant la negativa de rendir-se el cap dels enginyers espanyols Joris Prosper Van Verboom indicà a Pópoli que seria necessari un veritable setge militar per sotmetre a la ciutat però Populi, sense artilleria pesant i limitat per les mancances tècniques i tàctiques de les tropes de Felip V, va desestimar el pla. L'estratègia que va adoptar va ser la que des de feia segles s'havia seguit en els setges als quals s'havia sotmès a Barcelona, bloquejant per terra i centrant el millor de les seves tropes a la conquesta de la fortalesa de Montjuïc, des de la qual una vegada presa obligar a la rendició de la ciutat.

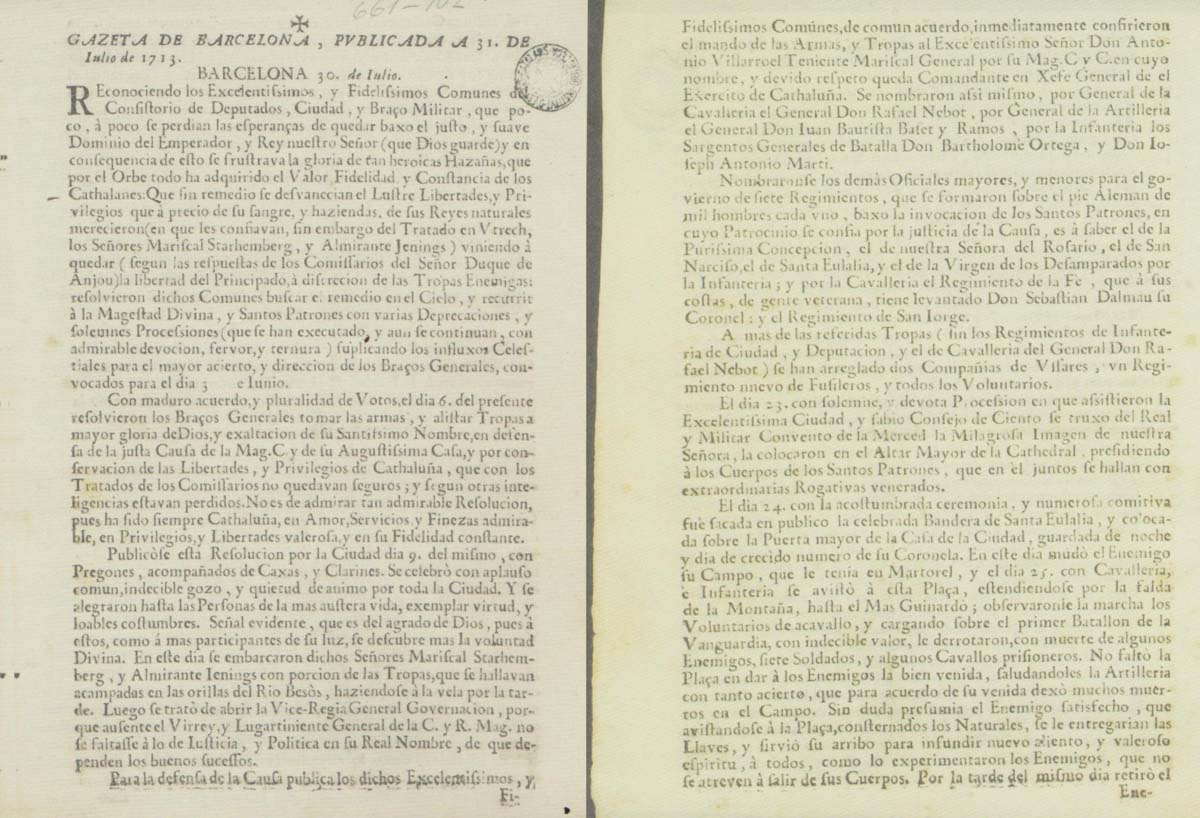
La Gazeta de Barcelona va publicar els motius pels quals Catalunya havia declarat la continuació de la guerra així com el nomenament del tinent mariscal Antonio de Villarroel com «Comandante en Xefe General de el Exercito de Cathaluña».

Paral·lelament diversos barcelonins, tant botiflers com antics austriacistes, marxaren de la ciutat en desacord amb la declaració de guerra. Però l'oposició als radicals no s'organitzava només fora de les muralles de Barcelona. A l'interior de la ciutat les tensions van començar a desfermar-se contra el conseller en Cap de Barcelona de 1712-1713, Manuel Flix i Ferreró, declarat partidari de la submissió. Aquest havia continuat en el càrrec i feia tot el possible per evitar que els disbarats dels radicals afectessin als civils; demanà a Villarroel que ordenés als miquelets sortir fora de Barcelona, va restablir l'ordre públic i va aconseguir evitar diverses execucions —entre elles la d'un familiar del noble Francesc de Castellví. A més, al·legant que la ciutat estava sotmesa a un bloqueig militar, el conseller en Cap Manuel Flix va formar la «Junta dels 24», d'àmbit municipal, des de la qual bloquejava els excessos de la «Junta dels 36» i dels nous diputats radicals de la Generalitat, esperant que per fi tot acabés en una negociació amb el menor vessament de sang. Els membres de la «Junta dels 36», farts de les maniobres i l'obstruccionisme del conseller en Cap de Barcelona Manuel Flix li van acabar presentant una protesta formal (llegiu document íntegre) i les dissensions van arribar a tal extrem que el general comandant Villarroel va denunciar que «el ataque mas fuerte [..] no nos pueda hacer nunca tanta daño como la disparidad de consejos, desunión de voluntades, malintroducción de discordias en las juntas y mal método de gobernarse».
Encara que els radicals havien aconseguit el seu principal objectiu —evitar que Catalunya se sotmetés—, i ara dominaven també a la Generalitat, la situació no deixava de ser desesperada. Tot el Principat ja havia rendit obediència a Felip V i la guerra es reduïa només a la ciutat de Barcelona i tres aïllades fortaleses —el Castell de Cardona, el Castell d'Hostalric i El Castell de Ciutat. Llavors la «Junta dels 36» va abanderar el llançament d'una expedició que, sortint des de Barcelona havia d'enllaçar amb les fortaleses resistents i reclutar tants voluntaris com poguessin. L'operació s'hauvia de completar amb el retorn de l'expedició a Barcelona, on assaltarien per l'esquena a les tropes borbòniques mentre que des de l'interior de la ciutat sortirien en massa les tropes de Villarroel, assestant així un cop definitiu a l'exèrcit de Felip V. Però l'expedició del diputat militar va resultar en un complet desastre. No van atacar Mataró, on es trobaven els magatzems borbònics amb els seus vitals subministraments; tampoc van aconseguir evitar ni la caiguda del Castell d'Hostalric, ni la del Castell de Ciutat, que es van rendir a les tropes borbòniques. Van perdre els més de 600 cavalls que l'exèrcit austríac havia venut als Tres Comuns de Catalunya, esvaint-se qualsevol possibilitat d'obtenir el control territorial de Catalunya davant la cavalleria borbònica. I per acabar quan a l'octubre de 1713 l'expedició va retornar a Barcelona els comandants militars van deixar abandonats a la rodalia de la ciutat els més de 4.000 voluntaris que havien reclutat.
L'estrepitós fracàs de l'expedició del diputat militar va frustrar l'única oportunitat de colpejar a l'exèrcit borbònic en el seu moment de màxima debilitat i va dilapidar ingents recursos econòmics que havia costat recaptar. Desacreditats políticament, sense ser reconeguts oficialment per Carles d'Àustria, i sense capacitat militar ofensiva, la «Junta dels 36» i els nous diputats de la Generalitat van caure en el descrèdit. En aquest context el conseller en Cap de Barcelona Manuel Flix i Ferreró al capdavant de la «Junta dels 24 de Barcelona» va intentar una operació per forçar una sortida negociada al conflicte de comú acord amb l'ambaixador català a Londres, el marquès de Vilallonga Pau Ignasi Dalmases, que va traslladar-se a La Haia on esperava l'última autorització per anar a París a negociar la submissió de Catalunya.

#### Durant el govern de Rafael Casanova

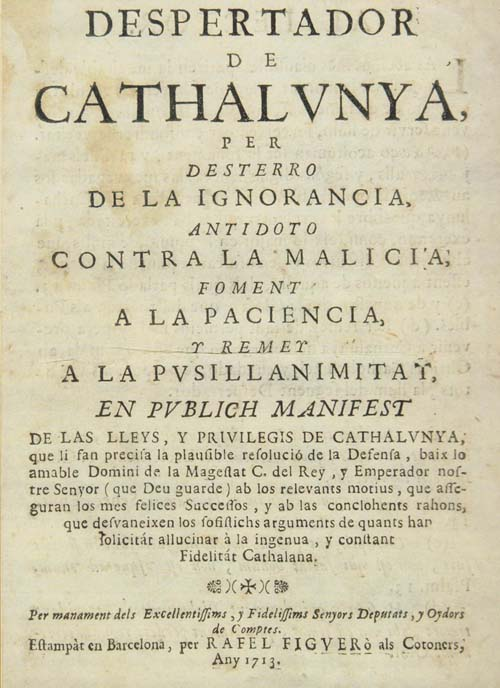
Despertador de Cathalunya
Opuscle propagandístic publicat el desembre de 1713 pels nous diputats radicals de la Generalitat de Catalunya que legitimava la continuació de la guerra i exhortava a sumar-se a la lluita.

Però l'operació es frustrà el 30 de novembre de 1713, Diada de Sant Andreu apòstol, quan foren renovats els 6 consellers de Barcelona resultant nou conseller en Cap Rafael Casanova, la màxima autoritat política de la ciutat. Aquest avortà qualsevol temptativa diplomàtica de negociar la submissió i el nou govern de Rafael Casanova va suposar un canvi total respecte a l'anterior de Manuel Flix i Ferreró. Si fins llavors Antonio de Villarroel havia gaudit de plena autonomia militar com general comandant de l'exèrcit, i havia plantejat una estratègia defensiva que buscava guanyar temps amb el menor vessament de sang, el nou conseller en Cap Rafael Casanova li va exigir que immediatament ordenés llançar atacs continus, cada nit, contra el cordó de bloqueig per desgastar les tropes borbòniques, accedint-hi el general comandant.
Al cap de pocs dies es va desfermar un nou conflicte per la supremacia militar. El càrrec de conseller en Cap de Barcelona duia aparellat el control de la milícia gremial —la Coronela de Barcelona—, la base més nombrosa de la guarnició, així com el càrrec de governador militar de la plaça. Però aquest es trobà amb la negativa del governador de Montjuïc a obeir les seves ordres al·legant que ell, com a militar, només havia d'obeir al general comandant de l'exèrcit Villarroel. Aleshores Rafael Casanova va ordenar que el coronel Pau Tohar, governador de la fortalesa, fos arrestat i empresonat, manant així mateix ordres a tots els portals de la ciutat que no havien d'executar cap ordre militar que no hagués expedit ell en persona. L'enfrontament entre el govern de Rafael Casanova i el general comandant militar Villarroel era ja total; finalment el Consell dels 100 reunit en plenari va fallar salomònicament resolent que, efectivament, Rafael Casanova era el governador de la plaça i armes de Barcelona, i també de la fortalesa de Montjuïc, encara que s'acceptava que les atribucions de governador de Montjuïc havien estat delegades en el general comandant, el qual havia de retre comptes davant el conseller en Cap Rafael Casanova.
Havent afermat totalment el control militar de Barcelona i avortada qualsevol temptativa diplomàtica de negociació, el govern de Rafael Casanova se centrà a passar a l'ofensiva i ordenà una nova expedició cap a l'exterior de Barcelona sota les ordres del marquès del Poal. L'operació es veié afavorida quan a principis de gener de 1714 esclatà l'aixecament general contra les tropes borbòniques provocat per les ordres de Madrid de cobrar impostos a Catalunya. L'aixecament de la ruralia catalana convocant el sometent al crit de «Via fora, lladres !» va forçar la retirada de 10.000 soldats borbònics de Barcelona alleujant la situació de la ciutat. El 15 de gener Rafael Casanova instà els gremis a presentar voluntaris «per servei de Déu y de la Pàtria» i quatre dies més tard els exposà que moltes viles i llocs del Principat s'havien aixecat en armes contra els enemics «per sacudirse dels yugo en que estan y estam», i que calia «que per nostra part els ajudem en quant se puga».

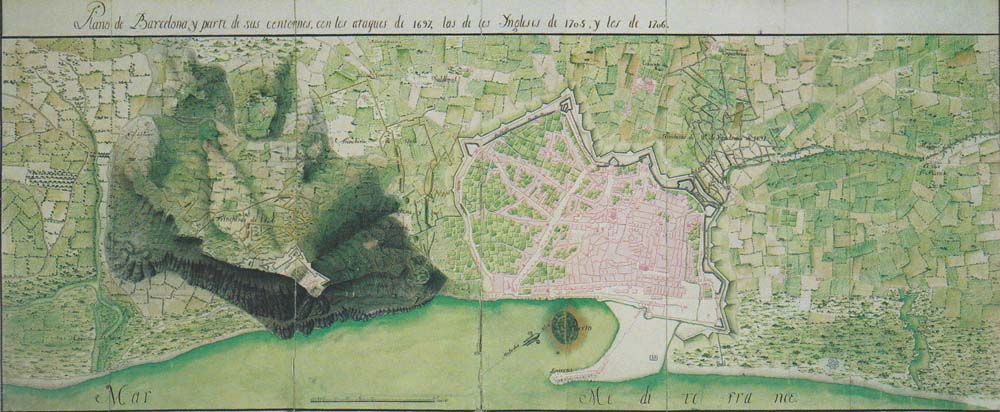
«Campo delante de Barcelona y trincheras de los sitios de 1697, de 1705, y de 1706».
L'estratègia militar de Villaroel era defensiva i rebutjà un enfrontament campal obert contra les tropes borbòniques. Per contra aprofità l'avantatge estratègic del terreny: horts i vinyes, camps fruiters, tossals, arbustos, recs i barraques de pagesos dibuixaven un laberíntic escenari que propiciava els atacs de guerrilla i els ràpids cops de mà de petites esquadres d'infanteria acompanyades pels fusellers de muntanya catalans —el miquelets—, sempre sota la cobertura de l'artillera barcelonina comandada pel general Basset, per tal d'evitar que les tropes borbòniques poguessin aproximar-se a les muralles de la ciutat. Gràcies a la seva estratègia Villarroel protegí Barcelona durant més d'onze mesos.

El 26 de gener els consellers de Barcelona pressionaren, novament, a Villarroel perquè ataqués el cordó de bloqueig, petició a la que finalment Villarroel accedí, però amb la condició que fos un atac nocturn a fi de no exposar les seves tropes en un atac que considerava inútil. Les pressions dels consellers continuaren i el 28 de gener Villarroel autoritzà la sortida de Barcelona d'un destacament a les ordres del coronel Ermengol Amill per aixecar en armes el Maresme i uns dies més tard, el 8 de febrer, autoritzà la sortida d'un altre destacament per reforçar les tropes del marquès del Poal al Lluçanès. Mentrestant però, els destacaments de cavalleria borbònica dels mariscals de camp José Carrillo de Albornoz i Feliciano Bracamonte, i dels brigadiers Diego González i José Vallejo havien esclafat l'aixecament dels pagesos deixant rere seu una corrua de viles en flames, masies saquejades i civils penjats.
L'estratègia militar defensiva de Villarroel exasperava els radicals. El general comandant es guiava per criteris estrictament militars, aprofitant l'avantatge estratègic que suposava estar a la defensiva mentre les tropes borbòniques es dessagnaven en els seus atacs a pit descobert a plena llum del dia intentant conquerir Montjuïc, o eren matxucades per l'artilleria barcelonina quan intentaven aproximar-se a les muralles de la ciutat. Villarroel autoritzava atacs contra el cordó de setge borbònic, però només durant la nit, llançant a destacaments combinats d'infanteria i de miquelets perquè donessin ràpids cops de mà contra les tropes enemigues que, després d'un jornada diürna de durs combats, es veien atacades per sorpresa enmig de la foscor sembrant-hi el terror i minant-los la moral, unes tropes borbòniques ja castigades pel fred de l'hivern, la manca de queviures i l'endarreriment en les pagues de la cort de Madrid. Però Villarroel es negava absolutament a exposar les seves tropes, ja prou limitades en nombre, a un assalt obert a plena llum del dia. França disposava de tot l'exèrcit continental que podia enviar en qualsevol moment contra Barcelona, mentre Villarroel només disposava d'uns 5.000 soldats professionals amb experiència de guerra. Menys encara confiava en l'efectivitat de la Coronela de Barcelona, una milícia formada per civils que podia ser altament útil en posicions defensives, però que en un enfrontament a camp obert cauria ràpidament en el desordre quan la cavalleria borbònica es llancés a la càrrega contra les seves línies. I menys encara en els voluntaris, altament motivats però sense formació militar.

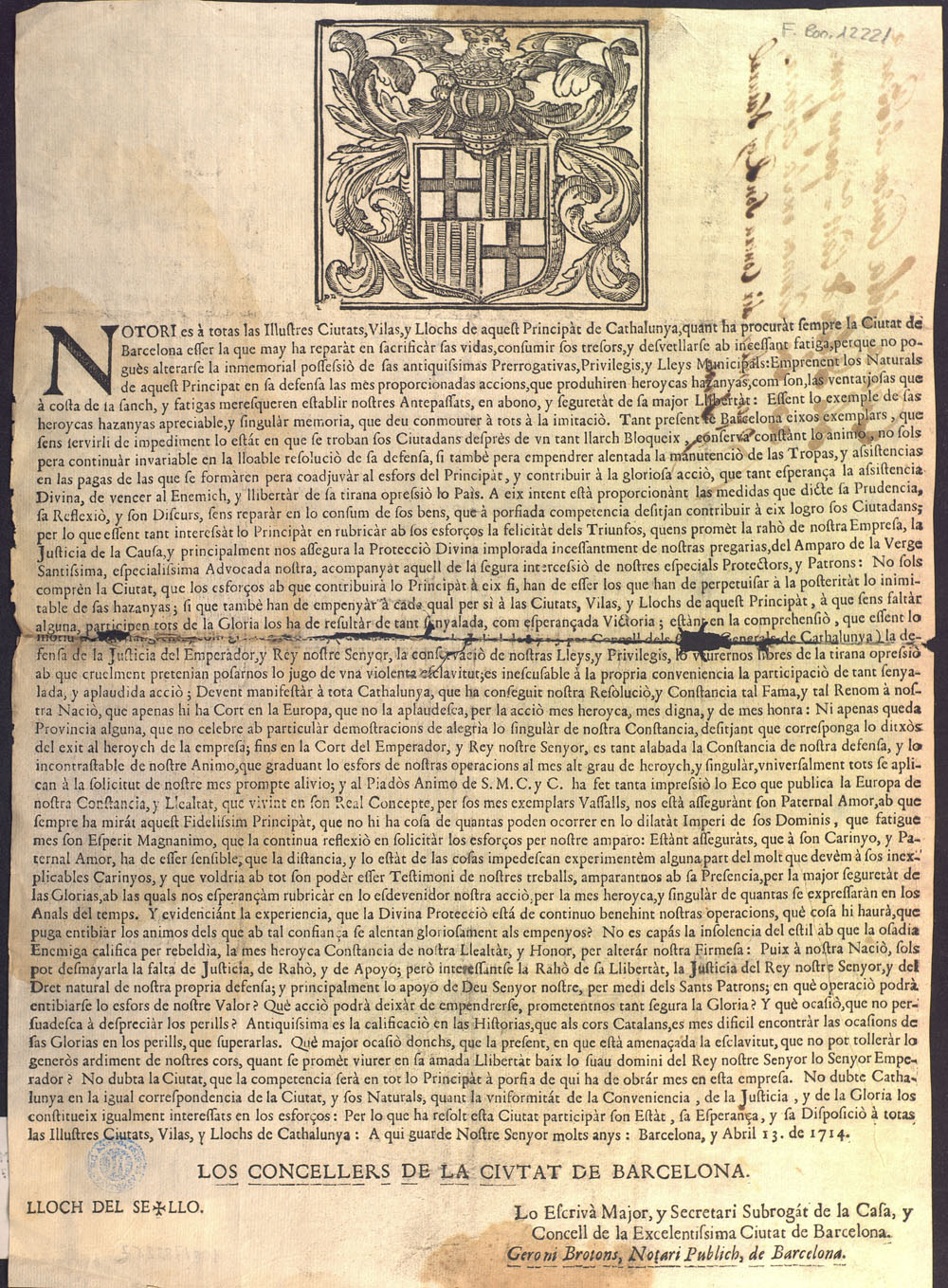
«Heroycas hazanyas», «heroica empresa», «nostres Antepassats», «sacrificar les vides», «resolució de la defensa», «Glòria», «Protecció Divina», «llibertar de la tirana opressió lo País», «Justícia de la Causa», «Lleys y Privilegis”, «Renom de nostra Nació», «Llealtat i honor», «Rahó de la Llibertat», «Principat de Cathalunya».
Propaganda dels consellers de Barcelona.

Per contra els dirigents catalans consideraven que les decisions militars havien d'estar supeditades a l'estratègia política. Carles d'Àustria no havia firmat la Pau d'Utrecht, deixant postergada la solució del «Cas dels catalans» per a un tractat posterior, una «Pau Universal» en la que tenien posades totes les seves esperances els dirigents radicals. El desembre de 1713 Àustria i França havien iniciat les negociacions de pau a la ciutat de Rastatt, i els radicals consideraven que quan Carles d'Àustria firmés la pau amb França, aquesta quedaria obligada a retirar les tropes de Catalunya —un territori sota el domini de l'emperador—, de manera que al duc de Pópoli, ja sense les tropes franceses, li resultaria del tot impossible mantenir un mínim bloqueig contra Barcelona. Derrotar militarment a l'exèrcit borbònic era del tot impossible, però si aconseguien infligir-li una sola derrota severa la posició de Felip V quedaria debilitada en la taula de negociació de Rastatt.
Ja havien intentat colpejar l'exèrcit borbònic l'octubre del 1713 durant l'expedició del diputat militar, però l'operació acabà en desastre. S'havia organitzat un nova expedició a les ordres del marquès del Poal, però aquest no havia aconseguit prou homes per reeixir en un atac d'entitat. I el gener del 1714 l'oportunitat que oferia l'aixecament del pagesos a l'interior s'havia malbaratat mentre Villarroel seguia la seva estratègia defensiva. La tensió es veié agreujada pel fet que la majoria de radicals que havien format part de la «Junta dels 36» es trobaven sense magistratura, car el seu mandat havia finalitzat el 31 de desembre de 1713 i els sis consellers de Barcelona havien de bregar amb la «Junta dels 24», una junta d'àmbit municipal formada per moderats que havia nomenat l'anterior conseller en Cap Manuel Flix. Va ser en aquest ambient de tensió i de bloqueig a la «Junta dels 24» quan el 14 de febrer de 1714 es descobrí que s'estava planificant un intent de cop d'estat.
El cop fou descobert abans que aquest s'arribés a executar, però valent-se d'això com a pretext el 27 de febrer els moderats de la «Junta dels 24» foren tots destituïts, essent rellevats pels radicals que anteriorment havien format part de la «Junta dels 36». En aquesta renovada «Junta dels 24» de Barcelona els diputats de la Generalitat li transferiren tota l'autoritat per dirigir la guerra. Així es va culminar el procés mitjançant el qual els radicals van assumir tot el poder polític i el conseller en Cap de Barcelona —l'alcalde de Barcelona— Rafael Casanova es va convertir en el màxim mandatari polític, i militar, de Catalunya. A partir d'aquest moment tots els comandants militars que lluitaven fora de Barcelona van passar a obeir, no al general comandant Villarroel, sinó directament als consellers de Barcelona amb Rafael Casanova al capdavant de la «Junta 9a de Guerra».
Immediatament l'endemà, el 28 de febrer, la renovada «Junta dels 24» ordenà formar el Batalló Nou de Barcelona, un cos de 1.000 homes extrets d'entre els milicians de la Coronela de Barcelona. Fou Rafael Casanova qui convocà els capitans de la milícia i els notificà la decisió, així com que s'havia estipulat el nombre d'homes que per justa proporció havia d'aportar cada col·legi i confraria, tot i que es deixava a cada gremi decidir els noms dels homes triats. Ignorant completament l'estratègia defensiva de Villarroel —i la seva frontal oposició a combatre a camp obert—, els consellers de Barcelona aprovaren el pla per atacar pel seu compte el cordó de bloqueig borbònic a fi d'aconseguir el cop d'efecte que consideraven necessari per a la seva estratègia política.

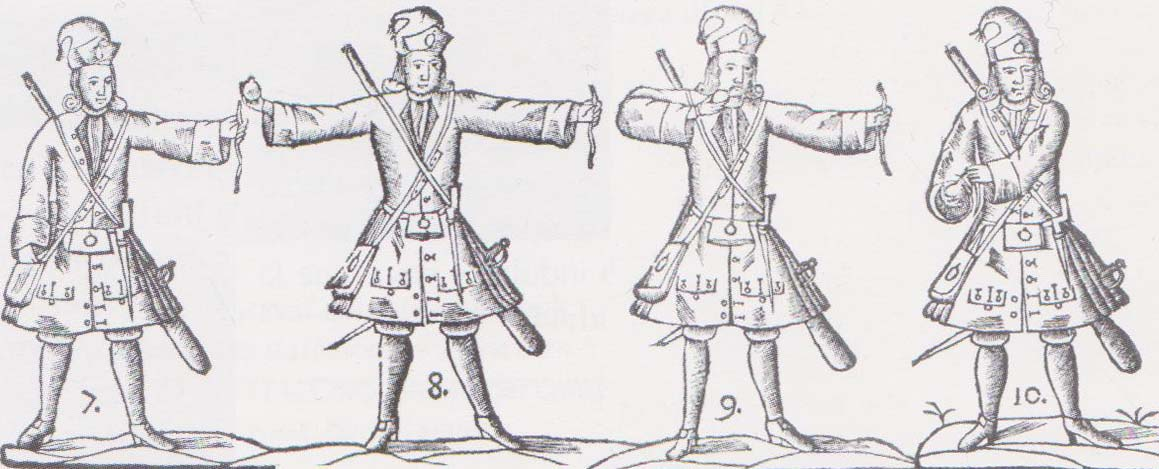
(7) (8) (9) y (10). Moviments pel llançament d'una granada del manual militar:
«Exercicio practico y especulativo de el fusilero, y granadero» (1714) redactat pel coronel navarrès Juan Francisco Ferrer. El 1714 fer la guerra, més que no pas valor i arrauxament, requeria de disciplina i de sang freda per executar les complexes operacions en formació tancada d'infanteria de línia. Els fusells de l'època tenien ànima llisa i eren d'avantcàrrega —es carregaven pel canó—, de manera que eren poc precisos i només efectius si es disparava en immenses salves coordinades de tots els soldats, abastant només uns 50 metres. Mantenir la formació mentre s'apropava a tota velocitat una càrrega de cavalleria enemiga i no disparar fins que estigués en el rang de tir només s'aconseguia si els oficials imposaven una fèrria disciplina sobre els soldats.

Els radicals volien seguir l'exemple de la contundent victòria de 1641, quan el Terç de Santa Eulàlia de Barcelona va derrotar completament els terços espanyols del marquès de los Vélez a la batalla de Montjuïc durant la Guerra dels Segadors (1640-1659). De fet, els consellers de Barcelona seguiren fil per randa els protocols preparatius de 1640 i nomenaren per portar la bandera de Santa Eulàlia al conseller segon Salvador Feliu de la Penya: «en cas se reconegués deliberar traurer fora de la present Ciutat lo Pendó de la invicta Patrona santa Eulàlia, después de vistos varios exemplars antichs y feta madura reflexió [..] lo Exc. y sabi Concell de Cent deliberà que se aprobaba, y en lo mateix Concell se passà a fer nominació del Conceller que debia ladear lo Pendó de la invicta santa Eulàlia, y se nombrà al Exc. senyor Conceller II D. Salvador Feliu de la Penya».
El 14 de març els consellers de Barcelona decretaren la militarització total ordenant als barcelonins que no estaven afiliats a la Coronela formessin companyies a part o ingressessin en les companyies ja existents. El 22 de març reuniren tots els gremis de la Ciutat i Rafael Casanova els comunicà que s'havia acordat fer un atac contra el cordó de bloqueig borbònic sota la protecció de la Bandera de Santa Eulàlia i que s'havia de completar la lleva del Batalló Nou amb voluntaris davant els greus riscos que comportava l'acció. L'endemà 23 de març el gremi de perxers i mercers van tenir consell amb el conseller quint, i notari, Josep Llaurador i Satorre en l'acta de la qual quedà refelctit que la ciutat demanava 10 homes per la sortida amb la finalitat de «sacudir el pesat jugo que se amenaça y altrament per conservar la llibertat y privilegis de Catalunya». Durant els mes d'abril els consellers de Barcelona continuaren amb el seu pla i ordenaren als voluntaris fer pràctiques d'ordre de batalla; finalment Villarroel hagué de cedir a les pressions dels consellers i el 22 d'abril autoritzà fer pràctiques conjuntes amb els soldats de l'exèrcit per preparar l'atac amb la bandera de Santa Eulàlia contra les posicions borbòniques: en formaren part 1.500 soldats professionals, tota la cavalleria, i els 1.000 homes del Batalló Nou extrets de la Coronela. L'exercici d'assaig de la sortida es perllongà fins a la posta de sol.

#### Després del Tractat de Rastatt

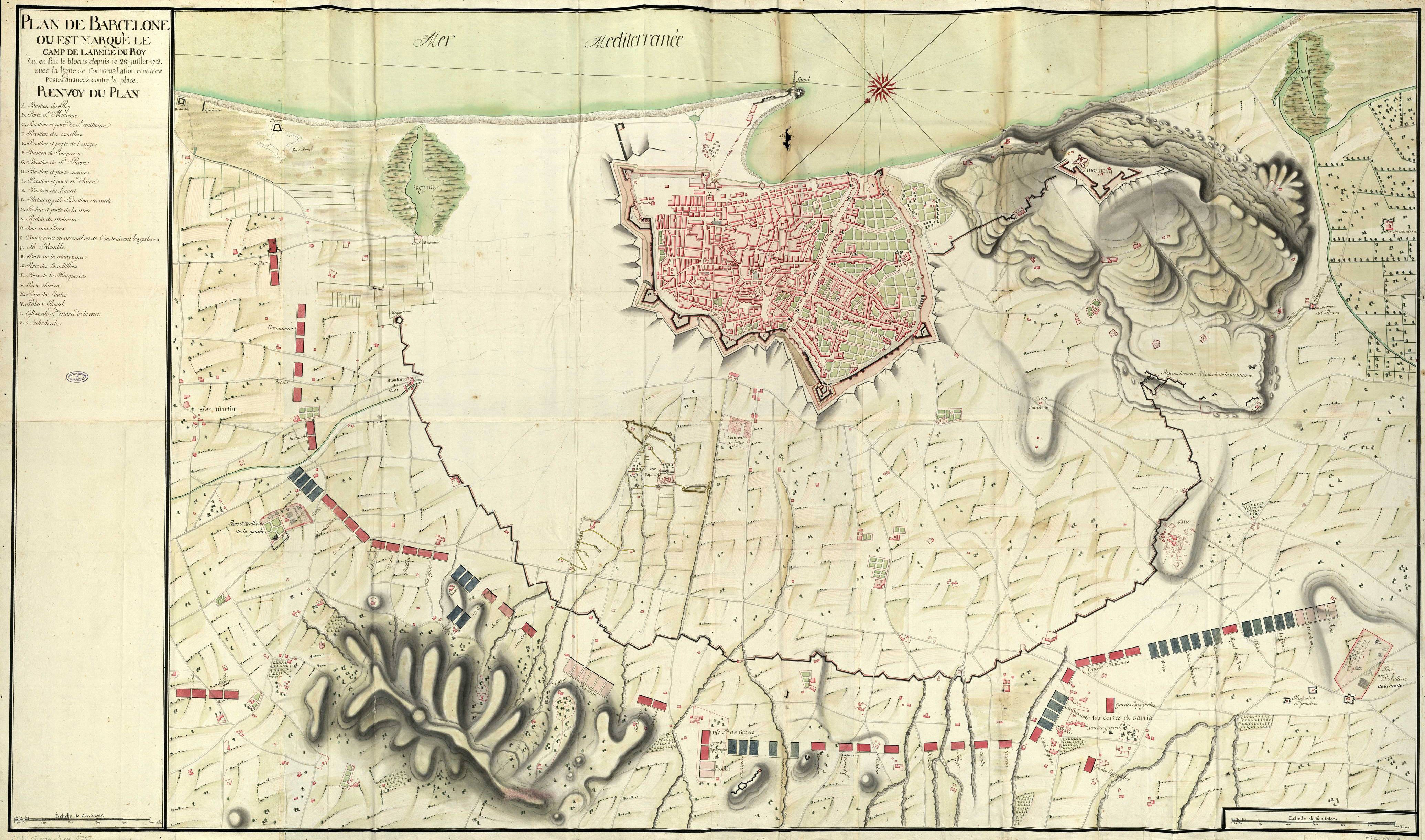
Pla i camp davant de Barcelona amb el cordó de bloqueig i la línia de circumval·lació on s'apostaven els regiments borbònics.

L'estratègia dels radicals implicava aguantar fins que Carles d'Àustria firmés la pau amb França, fet que obligaria a la retirada de les tropes franceses que ajudaven Felip V, al qual sense l'ajut francès li seria del tot impossible conquerir Barcelona. Però les pressions diplomàtiques de Felip V aconseguiren que al Tractat de Rastatt del 6 de març de 1714 no es donés donà cap solució al «Cas dels Catalans». Havent frustrat l'estratègia diplomàtica dels radicals, a la cort de Madrid es preparà un nou intent de sortida negociada al conflicte facultant al primer ministre de Felip V Jean Orry perquè negociés la submissió de Catalunya a canvi de mantenir les lleis municipals. A Barcelona les notícies de la firma del Tractat de Rastatt foren inicialment confuses i es feu creure a la població que el tractat havia resultat favorable i que aviat la ciutat seria alliberada. El primer ministre de Felip V esperava trobar una ciutat abatuda i predisposada a negociar la rendició, però quan arribà a Barcelona es trobà una ciutat eufòrica que celebrava el seu imminent alliberament; el conseller en Cap Rafael Casanova i la nova «Junta dels 24» rebutjaren les propostes de Jean Orry frustrant per tercera vegada un intent de negociar la submissió de Catalunya a Felip V.
Després que el Tractat de Rastatt no hagués resolt el Cas dels catalans l'estratègia preconitzada per Manuel de Ferrer i Sitges havia quedat frustrada. Llançant-se al buit, els Tres Comuns de Catalunya —el consistori de consellers al capdavant de la «Junta dels 24» de Barcelona, els diputats de la Generalitat i els membres del Braç militar— tancaren files aconseguit el suport dels eclesiàstics en la determinació de lluitar «fins a l'última gota de sang». Però els calia assegurar-se també el darrer bastió de poder —i el més difícil d'aconseguir—, el dels militars. I més concretament el del general comandant Villarroel, qui ja havia advertit quan assumí el comandament que només dirigiria la defensa com a militar professional i mentre tingués tropes suficients per a mantenir-la. Per aconseguir l'adhesió dels militar el 16 de maig de 1714 la «Junta dels 24» va convocar a consell de guerra a tots oficials majors de l'exèrcit perquè votessin la resolució de lluitar «fins a l'última gota de sang». Aquesta votació va exhaurir la paciència d'Antonio de Villarroel.
En el seu sentir militar i jeràrquic va exposar als consellers el seu cansament per tantes reunions, tantes juntes, tantes votacions, dictàmens, resolucions, i tantes conferències, ja que al «Reial servei no convenia tan gran pluralitat de dictàmens». Els exposà que deplorava haguessin rebutjat la negociació que els havien ofert els borbònics, i que respecte a portar fins a l'últim extrem la defensa de la plaça li semblava horrible que haguessin consultat, abans, a una «Junta de Teòlegs» que al general comandant de l'exèrcit —a ell. I per si no n'hi havia prou el fet de convocar a consell de guerra als seus oficials inferiors era una potestat que només corresponia al general comandant de l'exèrcit —a ell—, car encara que no hagués rebut la patent oficial de Carles d'Àustria el seu primer ministre Ramon de Vilana Perlas el reconeixia com a tal en les seves cartes, de manera que els seus oficials inferiors res no votarien, limitant-se únicament a obeir allò que ell ordenés com a comandant militar suprem designat per Carles d'Àustria.
Davant l'oposició de Villarroel la «Junta dels 24» va sol·licitar la mediació de Joan Francesc de Verneda perquè fes valer el seu paper com a comissionat de Carles d'Àustria a Barcelona; aquest aconseguí de convèncer Villarroel perquè accedís al consell de guerra, encara que aquest advertí que no votaria, «ni he de votar, doncs que ja he obeït les ordres de Sa Magestat en aquesta part». Finalment el consell de guerra tingué lloc a les 7 del matí del 19 de maig al saló del Consell dels 100 Un cop congregats els oficials militars el consistori de consellers els lliurà la proposició on s'establia «el sòlid principi que la defensa ha de ser efectiva i inalterable fins a la darrera gota de sang en tots els habitants d'aquesta plaça».

#### Villarroel en acció: el setge de Barcelona

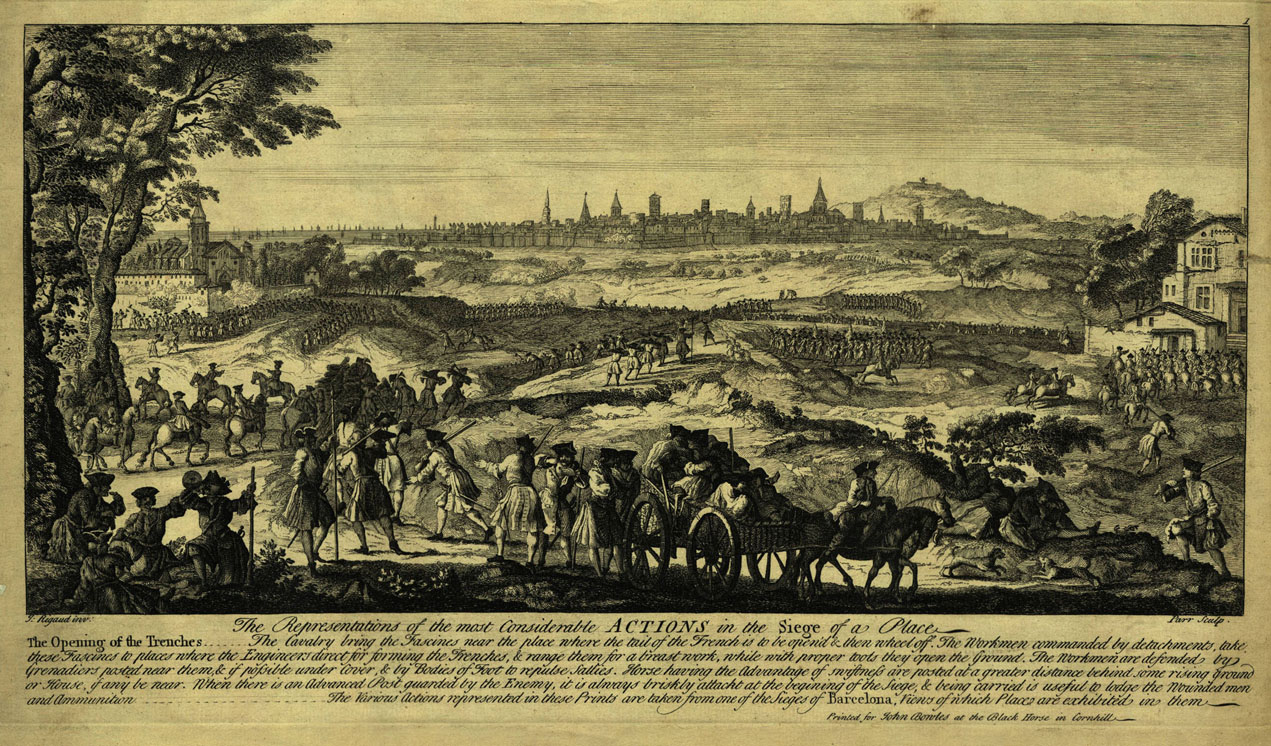
El duc de Berwick ordenà als enginyers francesos iniciar la Trinxera d'Atac a la zona de llevant de Barcelona durant la nit del 12 al 13 de juliol de 1714. Amb aquestes trinxers les tropes borbòniques s'anaren aproximant progressivament fins a les muralles i quan foren prou a prop hi instal·laren els canons de l'artilleria francesa que començaren a enderrocar les muralles de la ciutat.

Finalment, el 6 de juliol de 1714, després d'onze mesos d'infructuós bloqueig, el duc de Pópoli fou destituït. Fou substituït pel mariscal de França, el duc de Berwick, que portava 10 batallons de veterans francesos aguerrits en les batalles de Ramillies, Malplaquet, i Denain, i que venien a sumar-se als 5 batallons arribats el 26 de juny més el cos expedicionari francès que sota el comandament del marquès de Guerchy havia contribuït des del juliol del 1713 al bloqueig de la ciutat. Berwick va descartar completament l'estratègia que fins llavors havia seguit el duc de Pópoli respecte a Montjuïc i va centrar la seva atenció a l'altre costat de la ciutat, davant la muralla de Llevant, on el terreny pantanós facilitava l'excavació. Va ordenar obrir la Trinxera d'Atac la nit del 12 al 13 de juliol emprant a centenars de treballadors forçats: era la primera paral·lela; el compte enrere havia començat.
Durant tot el mes de juliol les trinxeres borbòniques s'anaren acostant fins a les muralles de Barcelona; aleshores, pressionat per la cort de Madrid davant el perill que suposava la imminent mort de la reina Anna d'Anglaterra —l'1 d'agost havia quedat sense parla—, el mariscal duc de Berwick va ordenar l'assalt final contra Barcelona pel 12 d'agost. Entrada ja la foscor de la nit els minadors borbònics feren esclatar els explosius situats en la mina construïda sota el baluard del Portal Nou, baluard que va saltar pels aires quedant pràcticament en ruïnes; passats uns instants de confusió les tropes borbòniques es llançaren a l'assalt. Al mateix temps assaltaren el baluard de Sant Clara, que les tropes borbòniques arribaren a conquerir. Veient la posició perduda durant l'endemà, 13 d'agost, les tropes catalanes es llançaren al contraatac, però tot fou inútil. Finalment el general comandant Villarroel ordenà un nou atac el 14 d'agost que aconseguí, finalment, expulsar les tropes borbòniques de la ciutat.

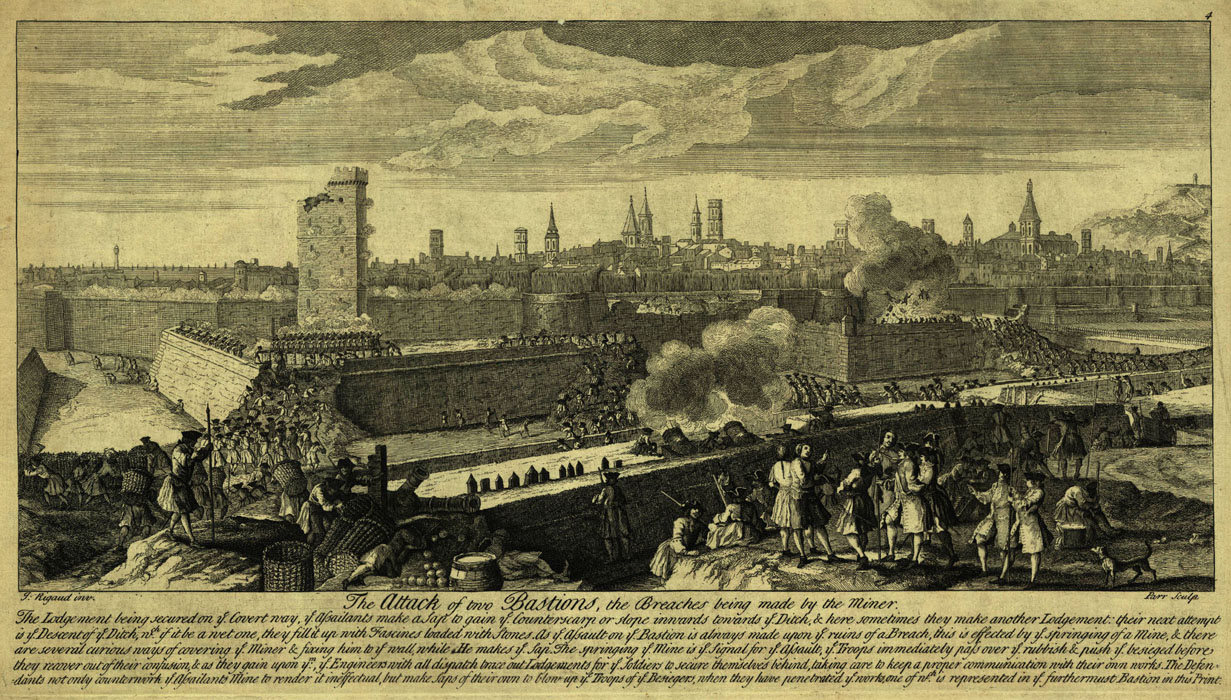
El mariscal de França duc de Berwick va llançar el primer assalt general contra Barcelona el 12 d'agost de 1714. Va ordenar un segon assalt general l'endemà a la nit, 13 d'agost, conquerint les tropes borbòniques el baluard de Santa Clara, del qual foren expulsades el matí del 14 d'agost. Tot i aconseguir la victòria, les baixes entre les tropes catalanes van ser altíssimes. En primer pla el baluard de Santa Clara i la torre de Sant Joan, a la dreta, el baluard del Portal Nou.

Carles d'Àustria, alarmat pel radicalisme dels dirigents de Barcelona, envià a Villarroel comissions per poder negociar una capitulació si ho veia possible, mentre el seu primer ministre Ramon de Vilana Perlas ideà un pla perquè els britànics servissin de força d'interposició entrant a Barcelona per evitar l'assalt borbònic, però els militars britànics rebutjaren el pla fins que no tinguessin ordres del seu govern. El 12, 13 i 14 d'agost les tropes borbòniques llançaren diversos atacs per conquerir la ciutat però fracassaren; Berwick informà Lluís XIV que a Barcelona «els enemics es defensen com desesperats». Entre tant a Londres el miracle diplomàtic que els resistents esperaven ocorregué: la mort de la reina Anna de Gran Bretanya propicià un canvi de govern a Anglaterra. L'ambaixador català a Londres, restituït en la seva comissió, pressionà el consell de regència i aquests ordenaren a l'esquadra britànica salpar cap a Barcelona per salvar la ciutat, però les pressions diplomàtiques franceses provocaren la paralització de les ordres, que quedaren en suspens durant uns dies en espera de l'entronització del nou rei Jordi I de Gran Bretanya.

En el curs de la guerra va haver de vigilar l'estat de les febles defenses de Barcelona. Per rebutjar els assalts parcials que patia la ciutat (agost del 1714), va organitzar, juntament amb Josep Bellver i Balaguer, una sortida ràpida. Els atacs filipistes van obrir noves bretxes, fet que va fer decidir Villarroel a convocar un consell de guerra (1 de setembre), a esquena dels consellers de la ciutat, en el qual va suggerir, en vista de l'estat desesperat de les defenses, la conveniència de capitular i d'acceptar l'oferiment del duc de Berwick.
Rafael Casanova i els consellers s'hi van oposar, i Villarroel va intentar dimitir. Però davant l'assalt decisiu de l'11 de setembre va mantenir-se al capdavant de les forces catalanes. Va preparar la seva columna per desallotjar l'enemic del pla d'en Llull, i es va situar al davant per tractar de contrarestar, en un darrer esforç, el densíssim foc de barrera.

#### Villarroel, Ferrer i Tohar aconsegueixen forçar la capitulació

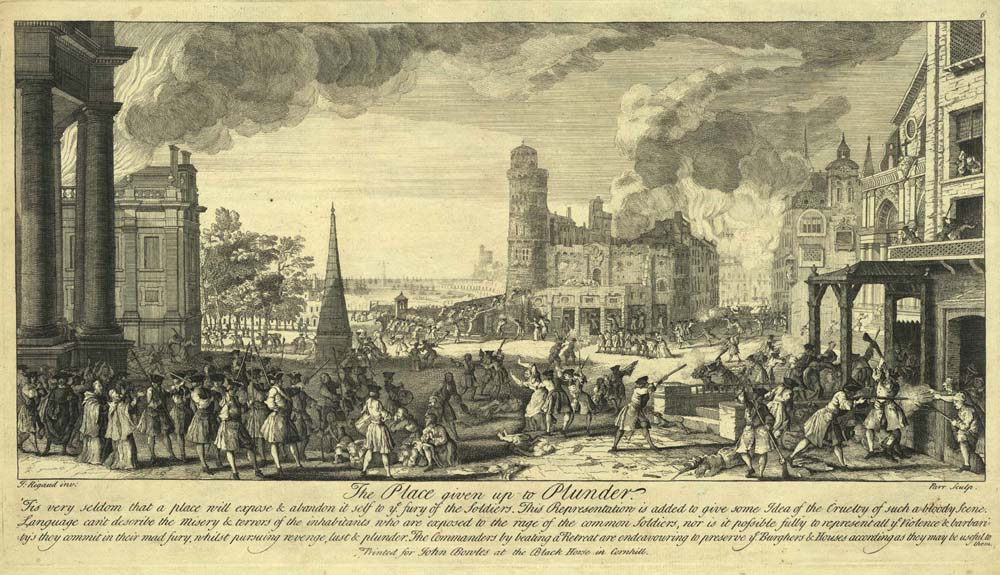
Saquejos i violacions a Barcelona l'11 de setembre de 1714.
A l'esquerra al fons, representació de la Piràmide del Born mentre en primer pla els oficials francesos custodien fra Tomàs Torrens i a un altre dominic al mateix temps que les seves tropes es lliuren al saqueig i la violació.

Al migdia, havent caigut en combat la cúpula política i militar, estant el conseller en Cap Rafael Casanova ingressat al col·legi de la Mercè i el tinent mariscal Antoni de Villarroel sent atès de les seves ferides a la seva residència, els membres de la «Junta dels 24» es van reunir amb diversos oficials militars per analitzar la situació dels combats. En aquest interval els va arribar la notícia que l'assalt borbònic s'havia aturat en els tres sectors d'atac. La raó era que el comandant del sector de Sant Agustí, el coronel Pau Tohar, al·legant estar seguint ordres directes del ferit tinent mariscal Villarroel, havia batut tambor sol·licitat parlamentar i havia entrat en camp borbònic. Allà hi havia sol·licitat negociar una capitulació i Berwick havia concedit una suspensió d'armes fins a les cinc. El fet és que la intervenció del coronel Pau Tohar va ser providencial, ja que just abans que batés crida per parlamentar s'havien encès les fumeres en els tres sectors de l'atac borbònic, senyal convingut per Berwick perquè la segona reserva —12.000 homes més—, es llancés sobre Barcelona arrasant amb tot el que trobessin al seu pas.
Estupefactes i desconcertats, els supervivents de la «Junta dels 24» van resoldre que havien de ser els Tres Comuns de Catalunya els que unànimement responguessin a la situació. Es va convocar als diputats de la Generalitat i als membres del Braç militar que encara seguien en peu perquè es reunissin al Portal de Sant Antoni. Davant la indignació dels presents el coronel navarrès Juan Francisco Ferrer els va exposar la determinació del tinent mariscal Villarroel: calia negociar una capitulació abans de l'arribada de la nit, o en cas contrari s'exposava a la ciutat a la total devastació. Però els membres més radicals dels Tres Comuns de Catalunya insistien que calia vessar més sang convocant novament els civils a la lluita. A les tres de la tarda els Tres Comuns van acordar redactar un ban de consens. Com assenyala l'historiador Carles Serret, sovint s'ha atribuït l'autoria de l'esmentat ban al conseller en Cap de Barcelona Rafael Casanova, quan la veritat històrica és que Rafael Casanova havia caigut ferit en combat hores abans al bastió de Sant Pere i que el ban va ser redactat en la conferència tinguda pels Tres Comuns de Catalunya al Portal de Sant Antoni, tal com el mateix ban deixa clarament explicitat.
Passades les cinc de la tarda, i davant la inexistència de resposta, el mariscal duc de Berwick va anunciar que els ampliava la suspensió d'armes fins a la mitjanit. Finalment els Tres Comuns de Catalunya van accedir que s'escoltés Joan Francesc de Verneda, que va exposar el pla de Carles d'Àustria si els Tres Comuns decidien finalment negociar una capitulació: en suma, Carles d'Àustria li oferia a Felip V el lliurament del regne de Mallorca i Illes d'Eivissa, si tant Catalunya com Mallorca conservaven els seus furs, privilegis, costums i immunitats com en els temps del difunt Carles II. Atès que s'exigia la conservació dels furs, els intransigents diputats de la Generalitat de Catalunya van acabar cedint a les pressions; van ser designats per negociar l'inspector general de l'exèrcit de Catalunya Jacint Oliver i el membre de la «Junta dels 24» Marià Duran i Mora, accedint al fet que anessin acompanyats pel coronel Juan Francisco Ferrer en nom del tinent mariscal Antonio de Villarroel, i de Martín de Zubiría en les funcions de traductor, els quals van partir cap al camp borbònic a les sis de la tarda. A la una de la matinada del 12 de setembre els comissionats van tornar a la ciutat informant que Berwick no acceptava la conservació dels furs de Catalunya i de Mallorca, que només oferia respectar la vida i la llibertat dels assetjats, i que ampliava la suspensió d'armes fins al migdia del 12 de setembre.

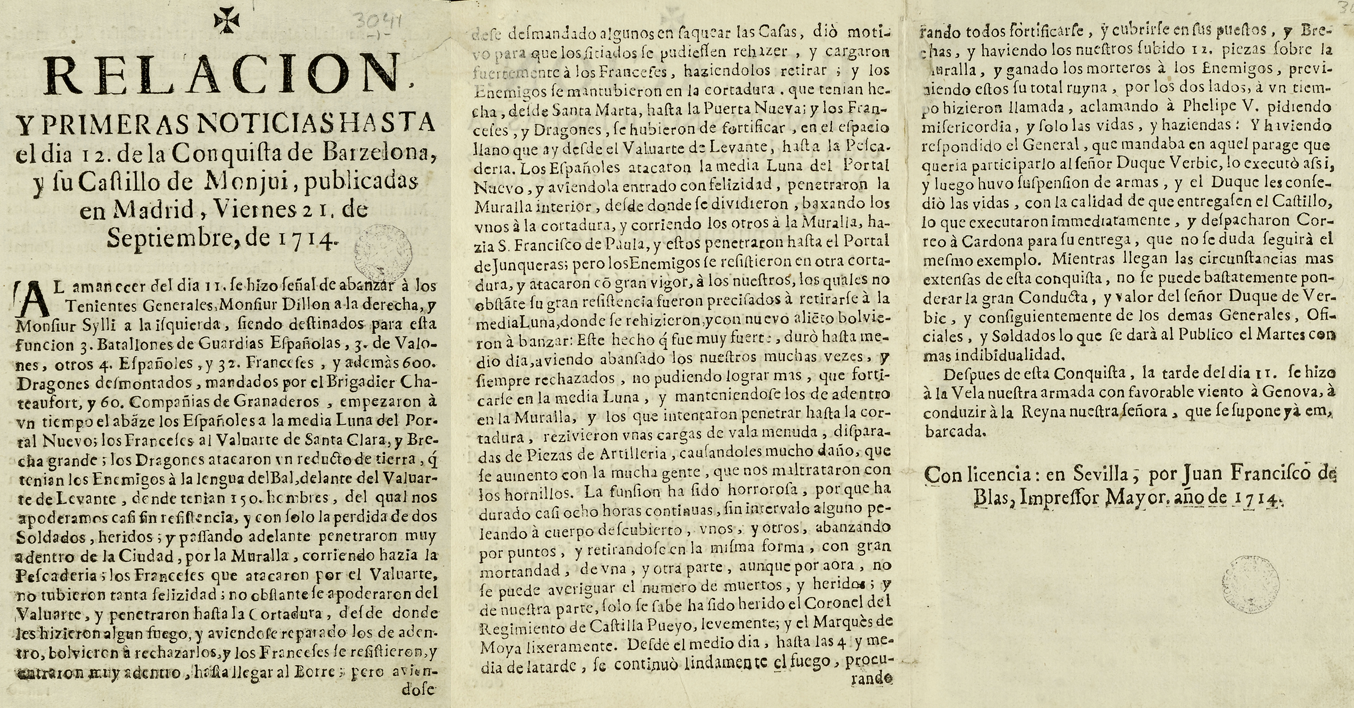
«Relación y primeras noticias hasta el dia 12. de la Conquista de Barzelona y su Castillo de Monjui, publicadas en Madrid, Viernes 21. de Septiembre, de 1714»

Als vuit del matí del dia 12 de setembre, tot i la fanàtica obstinació del diputat de la Generalitat Francesc de Perpinyà per no accedir mai a cap capitulació, per fi la majoria resolgué que donada la manca de gent i la fam extrema que assolava la ciutat havien d'acceptar els termes de la capitulació oferta pel mariscal de França, només si es treia la paraula «rendició a discreció»; en cas contrari, i si el duc insistia en una rendició a discreció, els comissionats havien de retirar-se. Davant tal tessitura —i desobeint les ordres que Felip V li havia lliurat—, Berwick va acabar pactant la capitulació de Barcelona a les tres de la tarda del dia 12 de setembre de 1714. Seguint la capitulació, el 12 de setembre la «Junta dels 24» va ordenar que es lliurés la fortalesa de Montjuïc al tinent general francès marquès de Guerchy.
Així mateix Joan Francesc de Verneda va anar a visitar el ferit Antonio de Villarroel a la seva residència; quan marxava es va creuar amb el coronel Juan Francisco Ferrer, qui li va recriminar l'obstinació de la defensa titllant els consellers de Barcelona de beats sanguinaris i afirmant que si haguessin capitulat quan ell va arribar amb les ordres de Viena, el mes d'agost, haurien obtingut més de la negociació amb Berwick. Verneda li va respondre que ell no era qui per jutjar les deliberacions dels catalans, que no hauria haver-li permès entrar a negociar en camp borbònic, que no havia entès res del que ha passat, i es va acomiadar d'ell sentenciant «Catalunya es troba il·lustrada des dels antics temps de grans honors i fama. Hauria estat una baixesa permetre degradar el seu Honor, sense vessar la major part de la seva sang».
El setge de Barcelona havia provocat unes baixes estimades en 14.200 assaltants borbònics, 6.850 defensors catalans, i la destrucció d'un terç de la ciutat, els morts que hi ha hagut durant la rebel·lió en combats, execucions i represàlies a l'interior de Catalunya resultar incalculables. Berwick va complir amb la paraula d'honor que havia donat a la capitulació i tant polítics com militars van seguir vivint a «casa seva com abans, sense que se'ls faci cap procés pel que han fet en el passat contra el rei». L'historiador Joaquín Guerrero de la Universitat Autònoma de Madrid conclou que «Si hagués tirat endavant la proposta de Casanova, i Berwick l'hagués admès -el que és dubtós- hauria pogut canviar la història perquè potser hauria donat temps perquè les ordres de Jordi I d'auxiliar als catalans haguessin pogut tenir efectives. Anglaterra tenia una flota poderosa a Maó a la qual s'havien enviat instruccions des de Londres en aquest sentit, amb anterioritat al 6 de setembre, però que no van arribar a temps».

## Empresonament i mort

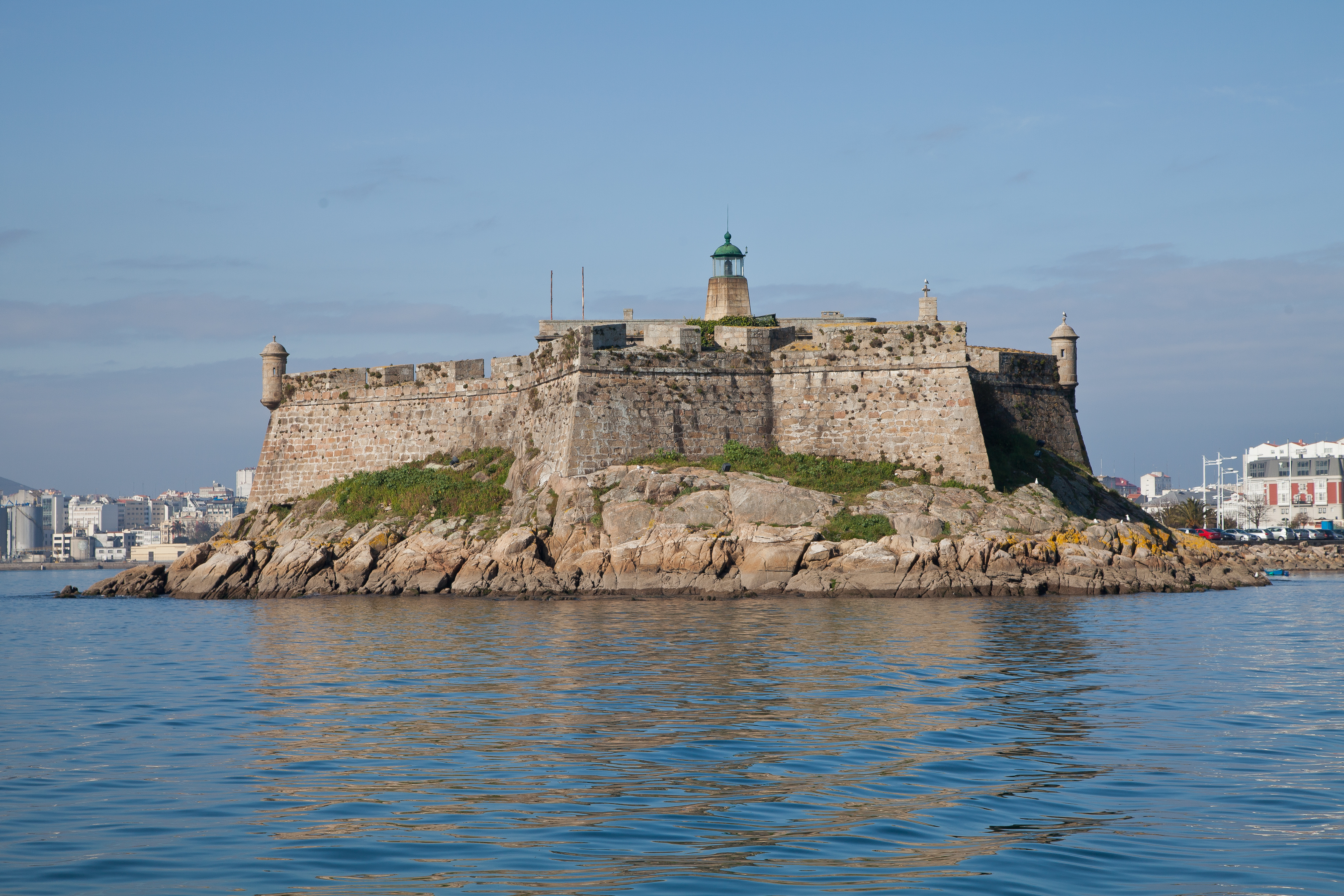
Castell de Santo Antón, La Corunya.

Fou dut per mar al castell d'Alacant on el seu grup de presoners austriacistes va desembarcar el 29 d'octubre. El mes següent foren traslladats al Castell de Santo Antón de la Corunya on Villarroel passaria la resta de la seva vida fins a morir el 22 de febrer de 1726 en unes condicions paupèrrimes. Aquells últims anys els va passar en una cel·la que s'inundava amb les onades de la mar, les quals li varen provocar una paràlisi total de les cames.
La data real de la seva mort la van descobrir els historiadors Antoni Muñoz i Josep Catà el 2009. Fins llavors la historiografia havia cregut que Villarroel havia estat alliberat a Segòvia, gràcies a la pau de Viena, on s'hauria quedat a viure en terres castellanes amb un retir digne pagat per l'emperador Carles VI, fins a la seva suposada mort, datada equivocadament el 1742.

## Llegat
Porta el seu nom un dels carrers del districte de l'Eixample de Barcelona.
A la novel·la històrica Victus d'Albert Sánchez Piñol, sobre la guerra de la successió espanyola i especialment el setge de Barcelona, Villarroel es presenta com el veritable heroi de la defensa de Barcelona.